# Abell 1689
Abell 1689 est un amas de galaxies massif situé dans la constellation de la Vierge. Sa vitesse par rapport au fond diffus cosmologique est de 55 002 ± 1 180 km/s, ce qui correspond à une distance de Hubble de 811,2 ± 59,4 Mpc (∼2,65 milliards d'al).
À ce jour, dix mesures non basées sur le décalage vers le rouge (redshift) donnent une distance de 677,900 ± 95,012 Mpc (∼2,21 milliards d'al).

## Lentilles gravitationnelles
Cet amas d'environ 200 galaxies est particulièrement intéressant pour son effet de lentille gravitationnelle, l'un des plus puissants connus, déformant l'image et amplifiant la luminosité de nombreuses galaxies situées en arrière-plan. L'une d'entre-elles est notamment connue pour avoir été, lors de sa découverte en 2008, l'une des galaxies les plus lointaines jamais observées. Baptisée A1689-zD1, cette dernière se situe à environ 13 milliards d'années-lumière de nous.
Outre les lentilles gravitationnelles, Abell 1698 comporte également une très riche collection d'amas globulaires (estimée à environ 160 000).

## Supernova
La supernova SN 2010lw a été découverte dans l'une des galaxies membres de l'amas Abell 1689 le 17 mai 2010 par Amanullah et al., membres du département de physique de l'Université de Stockholm. D'une magnitude apparente de 20,3 au moment de sa découverte, elle était de type Ia.

## Galerie

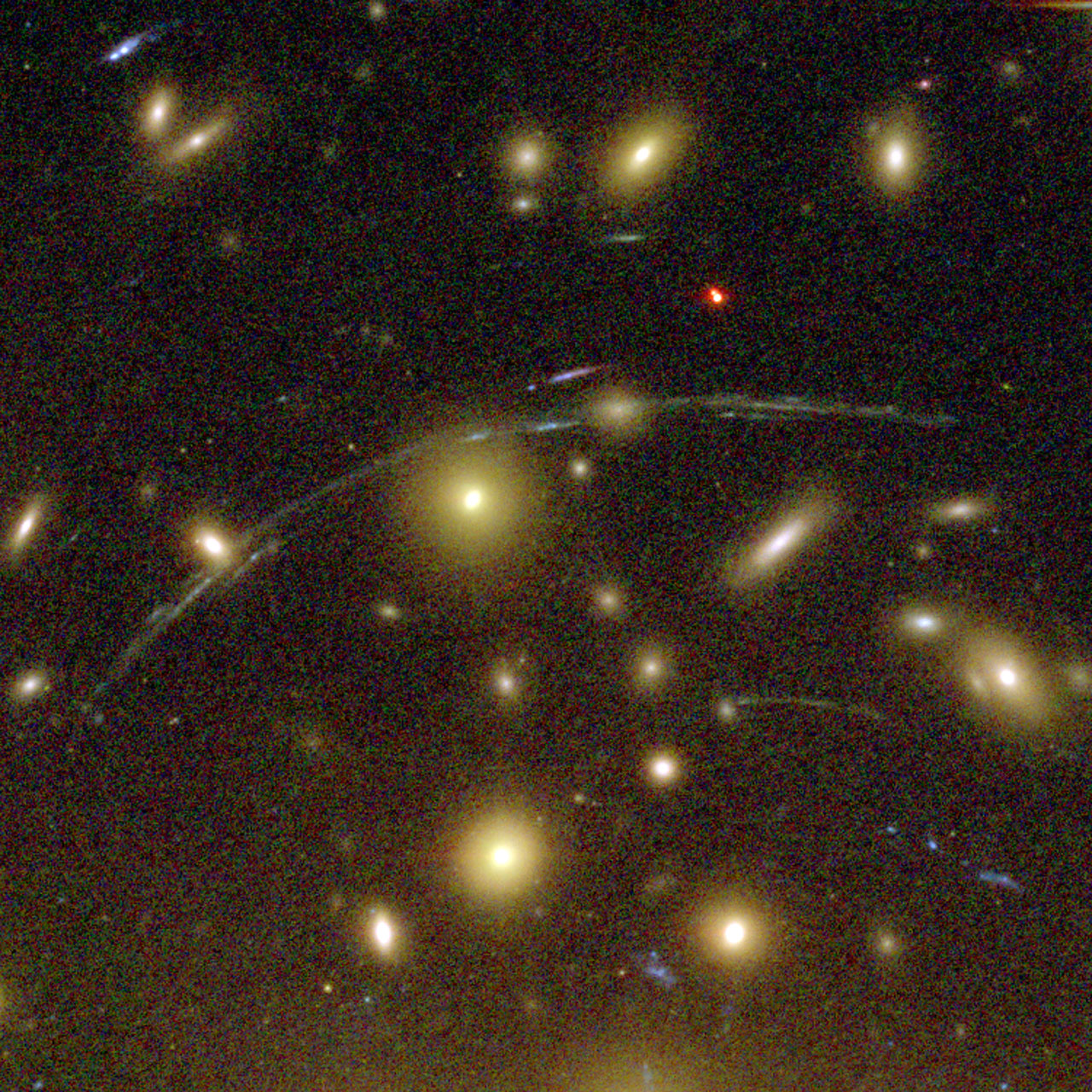
Détail sur l'un des arcs dus à l'effet de lentille d'Abell 1689 (télescope spatial Hubble).
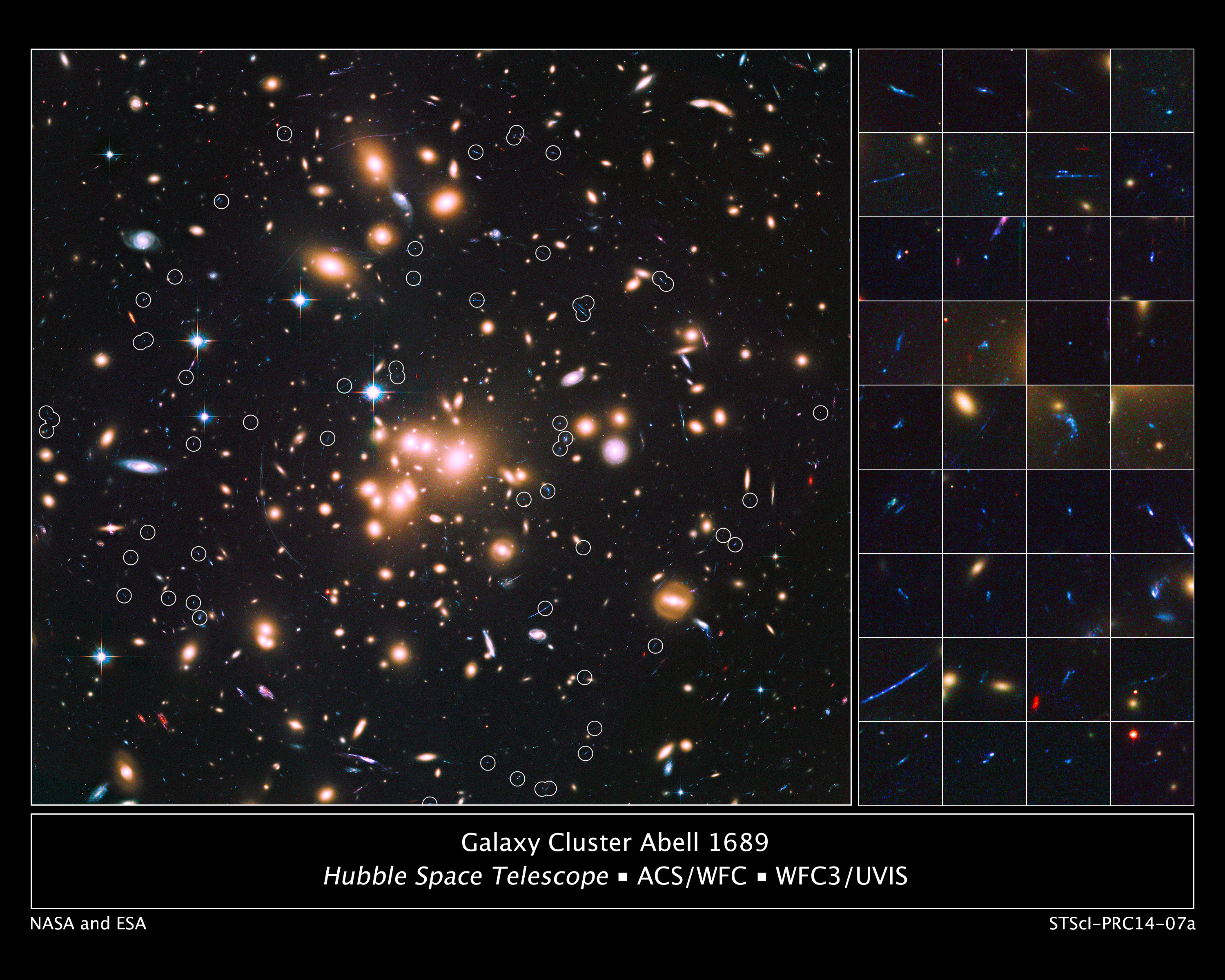
Collection de galaxies distantes visibles grâce à l'effet de lentille.
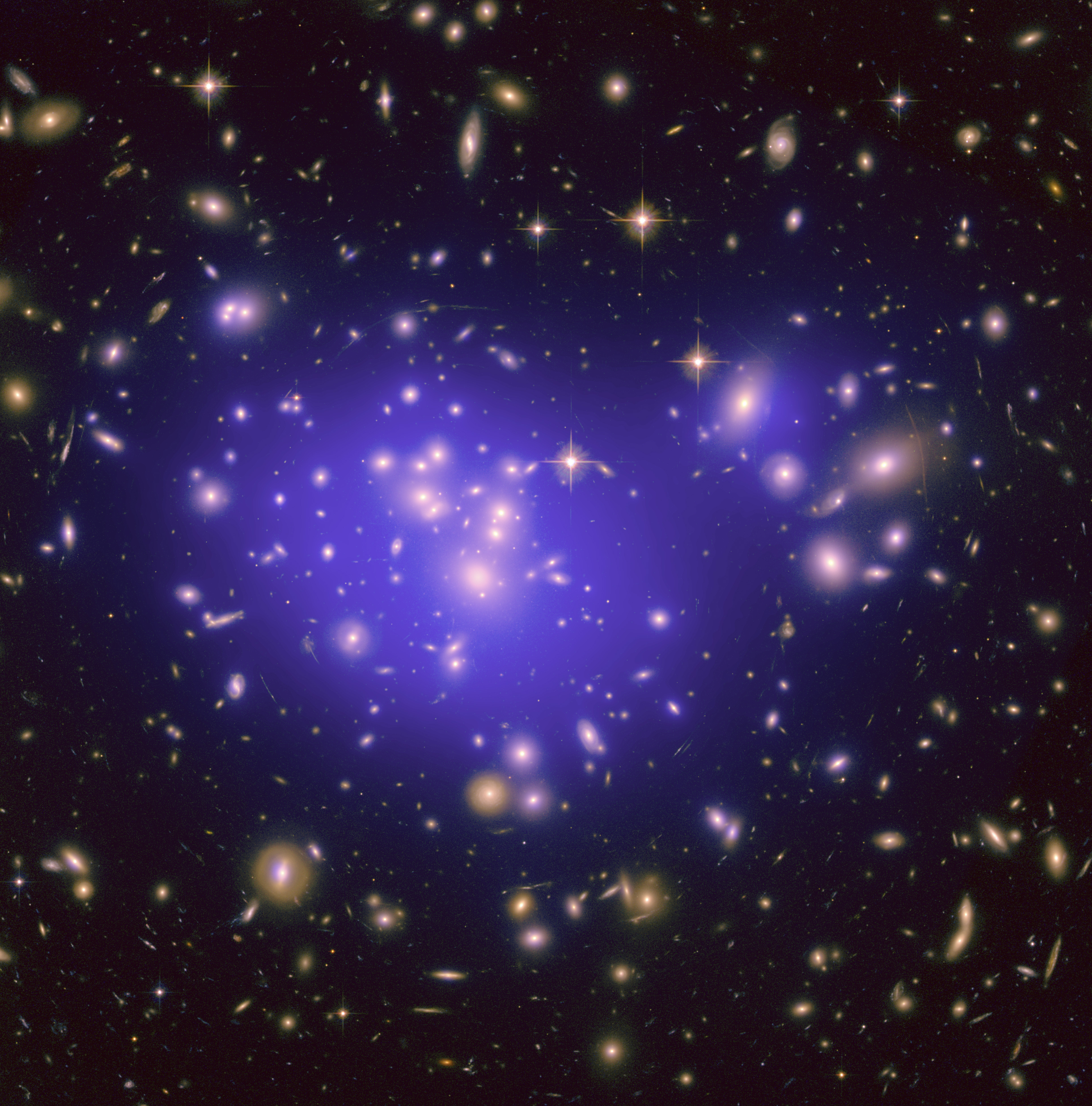
Image composite de la répartition de la masse de la matière noire au sein de l'amas (en violet).